# 제1차 바르바리 전쟁
제1차 바르바리 전쟁(The First Barbary War, 1801년 ~ 1805년) 또는 트리폴리 전쟁이나 바르바리 해안 전쟁은 미국과 바르바리 국가로 알려진 북서 아프리카 이슬람 국가들과의 전쟁이다.

## 배경
트리폴리, 튀니스, 알제리 세 지역으로 구성된 이 지역은 바르바리 국가라고 불렸으며, 각각 오스만 제국 본국에서 파샤가 임명되어 통치를 하고 있었다.
바르바리 국가들은 오스만 제국의 비호 아래에서 지중해를 통과하는 상선의 선적 국가에서 통행료 공납 받을 뿐만 아니라, 때로는 상선을 습격해 얻은 기독교인 포로들을 인질로 그 나라와 협상을 벌여 몸값을 받아내고 있었다.
또한 영국, 프랑스 등의 강력한 해군을 보유한 국가는 전함으로 호위하였기에 통행료를 납부하지 않았지만 서로 비르바리 해적에 투자하여 상대국의 상선을 습격하는 상황이 빈번했다.
또한, 1783년에 독립을 달성한 미국은 풍부한 산림 자원을 바탕으로 하여 저렴하게 배를 건조할 수 있었기 때문에 독립 전부터 해운업이 발달해 있었다. 독립 이전에는 종주국이었던 영국 상선 깃발을 내걸었기 때문에 바르바리 해적의 습격을 벗어날 수 있었지만, 파리 조약 이후에는 미국 상선들은 나포의 표적이 되었다.
1784년 10월 11일, 모로코의 해적들이 브리간틴 벳시호(Betsey)를 나포했다. 스페인 정부가 나포된 배와 선원들의 석방을 협상했다. 스페인은 미합중국에게 바르바리 국가들과 협상하는 법에 대해 조언을 했다. 스페인이 조언해 준 것은 더 이상의 상선 나포를 예방하기 위해 조공을 제공하라는 것이었다. 프랑스에 있던 미국의 외교관 토머스 제퍼슨은 조약을 맺고, 알제리에 나포된 억류 선원들을 석방하기 위해 모로코와 알제리에 특사를 보내기로 결정했다. 모로코는 1786년 6월 23일 미국과의 조약에 서명한 최초의 바르바리 해안 국가가 되었다. 이 조약은 모르코의 해적들이 미국 상선에 대한 물권을 배반함으로써 끝이 났다. 특히, 이 조약의 6조는 "모르코 사람이나 다른 바르바리 해안 국가들에 의해 나포된 미국인들이 모르코의 도시에 정박하면 석방시키고, 모르코가 보호를 한다"는 조항이 있었다.
또 다른 바르바리 국가인 알제리에 대한 미국의 외교적 조치는 모르코만큼 성공을 거두지 못했다. 알제리는 일주일 후인 1785년 7월 25일 스쿠너선인 <마리아호>와 <다우핀호>를 나포함으로써 해적행위를 재개했다. 바르바리 국가들 모두 각각 60만 달러를 요구했다. 그러나 평화를 위해 특사에게 부여된 재량은 4만 달러가 최고였다. 공납과 나포 선원들의 몸값 협상을 위해 합리적인 비용을 이끌어내기 위한 외교 회담은 돌파구를 찾지 못했다. 마리아호와 다우핀호의 선원들은 거의 10년 이상 억류되어 있다가 바르바리 국가가 나포한 다른 선원들도 합류되었다.
1795년 알제리는 그들이 억류하고 있는 115명의 미국인 선원을 100만 달러에 석방하는데 합의를 했다. 이 금액은 당시 미국 예산의 1/6에 해당하는 금액이었으며, 추가적인 해적 행위를 예방하기 위한 공물로 요구된 것이었다. 지속적인 공물 요구는 궁극적으로 1798년에 미국 해군의 창설로 이어졌다. 이것은 추가적인 도발을 예방하고, 바르바리 국가들을 엄청난 공물 요구를 종식시키기 위함이었다.
비록 바르바리 국가들의 투옥 방식이 당시의 유럽이나 미국에서 집행되던 것과는 큰 차이가 있었지만, 억류된 선원들은 여러 편지나 증언을 통해 노예의 형태와 별 차이가 없었음을 설명하고 있다. 바르바리 국가들의 죄수는 노예 이상의 지위를 획득하면 돈이나 대상을 소유할 수 있었다. 그러한 예 중의 한 사람이 제임스 린거 캐스카트로 그는 알제리에서 기독교 노예들이 오를 수 있는 가장 높은 직위인 알제리 왕의 보좌관이 되었다. 그렇다고 하더라도 대부분의 억류 포로들은 바르바리 해적들의 심한 노역에 시달렸으며, 해충과 질병에 노출된 극도로 열악한 조건 속에서 투쟁을 절여야 했다. 그들에 대한 처우가 석방된 선원의 증언과 편지에 의해 미합중국에 전해지자 미국인들은 분노하여 미국 배에 대한 해적 행위를 멈추기 위한 정부의 직접적인 조치를 요구했다.
1785년 3월, 토머스 제퍼슨과 존 애덤스는 트리폴리 특사(시디 하지 압둘 라만 아드자)와 협상하기 위해 런던에 갔다. 그들이 “해를 끼치지 않은 국가에 대한 전쟁 자격 요건”에 대해 조사를 해보고 있을 때, 대사는 다음과 같이 응답했다.
| “ | 코란에 적혀 있어요. 선지자 마호메트를 인정하지 않은 모든 나라들은 죄인이며, 그들을 공격해서 노예로 삼는 것은 정당하며, 신실한 신도의 의무이다. 게다가 이런 전쟁에 참가한 모든 무슬림들은 반드시 천국에 갈 수 있다. 게다가 이런 말도 있습니다. 배를 최초로 탑승하는 사람은 하나 이상의 노예가 그의 몫으로 있어야 하며, 적의 배로 건너갈 때는 양손에 검을 하나씩 쥐고 세 번째는 입에 물고 있어야 하며 이것은 적들에게 공포를 불러오게 함이라.... | ” |

제퍼슨은 그 대담을 외무부 장관 존 제이에게 보고를 했고, 그는 대사의 발언과 제안을 의회에 제출했다. 제퍼슨은 공물을 지불하는 것은 더 빈번한 습격을 조장할 것이라고 주장했다. 비록 존 애덤스가 제퍼슨의 의견에 동의를 하고 있었지만, 미국이 적절한 해군력을 가질 수 있을 때까지 공물을 바칠 수 밖에 없는 환경이라고 믿었다.
당시 미국은 전쟁을 막 끝낸 상태라 만신창이가 되어 있었으며, 전쟁은 미국에 막대한 부채를 남겨 놓았다. 연방주의자들과 반연방주의자들은 국가와 조세부담의 필요성에 대해 논쟁을 벌이고 있었다. 제퍼슨의 민주공화당과 반해군주의자들은 국가의 미래는 서부로의 확장과 구대륙에서 벌어지는 쓸모없는 전쟁에 대해 새로운 국가로부터 돈과 에너지를 흡수하는데 위협을 주는 대서양 무역에 있다고 믿었다.
미국은 알제리에 몸값을 지불했고, 미국 상선의 안전한 통행과 미국인 인질들의 귀환을 위해 다음 15년동안 매년 1백만 달러를 계속 지불했다. 몸값과 공물로 지불된 100만 달러는 1800년을 기준으로 미국 정부의 연간 지출액에서 10%를 차지하는 비용이었다.
제퍼슨은 조지 워싱턴과 다른 이들의 지지를 받으며 공물의 지급 중지를 계속 주장했다. 1794년 아직까지 관행을 뒤집기는 힘겹겠지만, 미국 해군의 창설과 결과적인 해군력 증대로 미국이 점차 공물 제공을 거부하는 것이 가능해졌다.

## 선전포고
1801년 토머스 제퍼슨이 대통령 취임식을 올리기 직전에 의회는 6척의 프리깃을 건조하는 해군 법안을 통과시켰다. "바르바리 국가들로부터 선전포고를 받으면, 이 배들이 그들의 함선을 침몰시키고, 불태우고, 격파함으로써 우리의 상선을 보호하고 적들의 오만을 깨부술 것입니다. " 제퍼슨의 1801년 취임사에 대해, 유수프 카라만리 트리폴리 파샤는 새 행정부에게 22만 5천 달러를 요구했다. 1800년대 연방 예산은 10만 달러를 약간 상회하고 있었다. 오랜 신념을 행동으로 옮겨 제퍼슨은 그 요구를 거부했다. 결과적으로 1801년 5월 10일, 파샤는 미국에 대해 선전포고를 했다. 공식적인 문서가 아니라, 미국의 영사 앞에서 국기를 잘라 떨어뜨리는 바르바리의 전통적 방식을 선택하였다. 알제리와 튀니스는 트리폴리에 있는 동료를 따르지 않았다.
제퍼슨은 잠재적인 공격으로부터 미국 상선과 시민을 보호하기 위해 소규모 군대를 그 지역에 파견하였지만, 방어선을 넘어가는데 의회의 승인이 없으면, 헌법에 위배되는 행위라는 주장을 받아야 했다. 그는 의회에 다음과 같은 연설을 하였다. "나는 그 문제에 대해서 모든 자료 정보를 제공하고 있습니다. 헌법에 의해 사법부에 위탁된 중요한 기능을 실행하는 데 있어서, 독단적인 그들의 판단이 지식과 고려 그리고, 모든 비중있는 상황에 대한 그 자체를 형성하게 될 것입니다. 비록 의회가 공식적인 선전포고에 대한 투표를 하지 않았다고 할지라도, 트리폴리의 파샤가 소유한 모든 배와 재물을 포획할 수 있도록 하기 위해 무장한 미국 함대의 사령관들에게 지시하도록 대통령을 승인한 것입니다. 국방부가 정당화하듯이 예방책과 적의적 모든 다른 행동이 실천의 원인이 되게 합니다.” 미국 전대는 루돌프 세더스트롬이 이끌고 있는 스웨덴의 플로틸라와 합류하여 트리폴리에 대한 해상봉쇄를 하였으며, 스웨덴은 1800년 이후로 죽 트리폴리와 전쟁을 벌이고 있었다.
1801년 5월 31일, 베인브리지가 먼저 기항한 오스만 제국의 수도인 이스탄불에서 트리폴리로 가도록 지시를 받았다. 트리폴리에 입항할 즈음 그는 오스만 제국의 국기를 들고 입항하는 수모를 겪었다. 이러한 반응에 위기감을 느낀 미국은 함대를 조직하여 지중해로 파견했다. 이전에도 지중해를 통과하는 미국 국적의 상선은 바르바리 국가의 비호를 받던 바르바리 해적의 공격을 계속 받았으며, 억류된 포로에 대한 미국에서의 몸값 지불이 지연되자 위약금 대신 기독교인 포로를 노예로 전매하는 자세를 보이기 시작했다.

## 같이 보기
- 2차 바르바리 전쟁